# Gourretia coolibah
Gourretia coolibah är en kräftdjursart som beskrevs av Gary C.B. Poore och Griffin 1979. Gourretia coolibah ingår i släktet Gourretia och familjen Ctenochelidae. Inga underarter finns listade i Catalogue of Life.